# Association royale des descendants des lignages de Bruxelles
L'Association royale des descendants des lignages de Bruxelles, fondée en 1961, regroupe des descendants des sept Lignages de Bruxelles.

## Histoire
Tout comme la noblesse, les Lignages de Bruxelles ont été supprimés lors de l'occupation française.  Mais si la noblesse a été reconnue officiellement après la révolution belge de 1830, les Lignages de Bruxelles ne le furent pas.
Les descendants des Lignages sont réunis actuellement au sein de l'Association royale des descendants des lignages de Bruxelles qui en perpétue l'existence et le rituel remontant au Moyen Âge.

Selon ce qu'écrit Olivier de Trazegnies, 
« sa vitalité est aussi l'indice d'une survie : celle de la ville médiévale en filigrane de la grande capitale de l'Europe »

## Filiations lignagères contemporaines
Pour l'époque contemporaine, l'Association Royale des Descendants des Lignages de Bruxelles a publié les Filiations lignagères contemporaines :
Filiations lignagères contemporaines

## Le Conseil d'Administration de l'ADLB
Le conseil d'administration est composé : 
- du Président,
- d'un administrateur-secrétaire,
- d'un administrateur-trésorier,
- d'un administrateur-référendaire,
- d'administrateurs.

Pour leur liste voir le site des Lignages de Bruxelles. (Composition du Conseil d'administration).

## Publications de l'Association royale des Descendants des Lignages de Bruxelles
L'association publie principalement:
- la revue: Les lignages de Bruxelles/de brusselse geslachten.
- le bulletin trimestriel : Le Valet, par lequel les membres sont tenus au courant de la vie de l'association et d'informations susceptibles de les intéresser, telles que les visites guidées, les concerts etc.

## Galerie

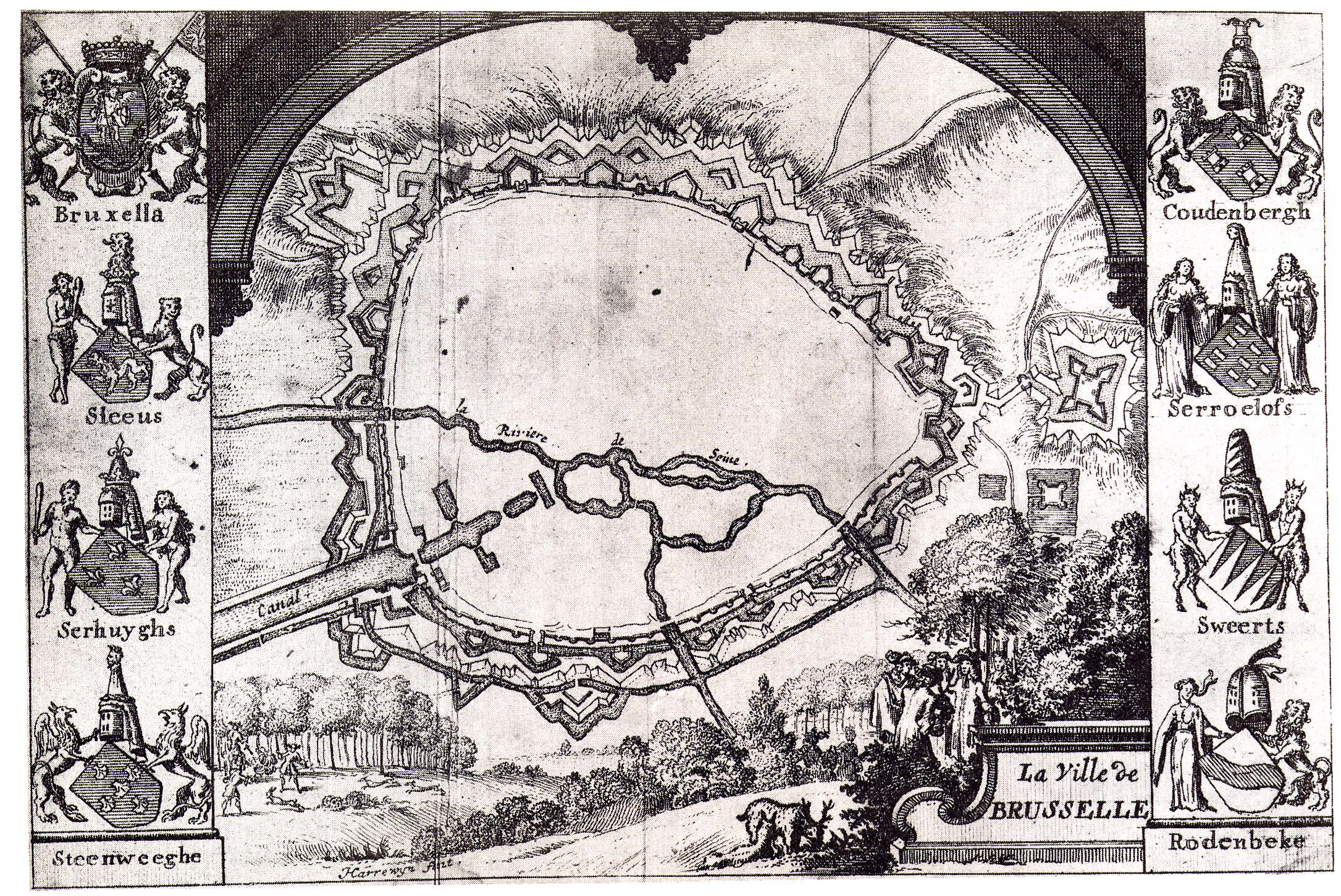
Les blasons des Sept Lignages de Bruxelles - Carte gravée par Jacques Harrewyn, 1697
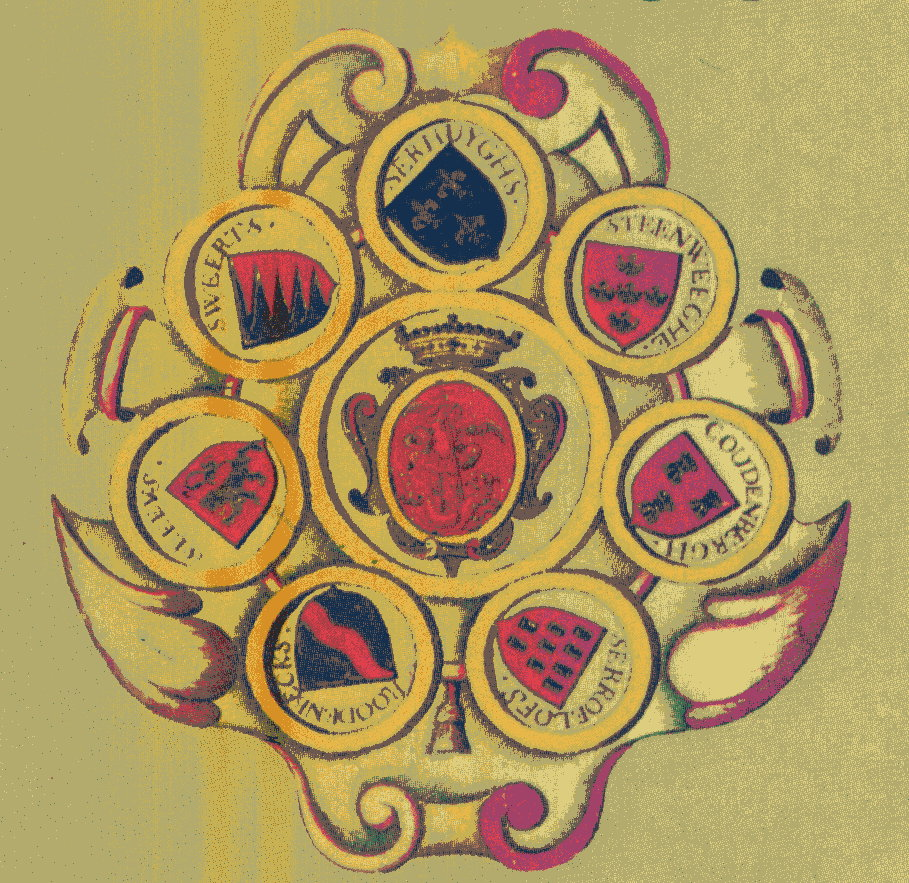
Blason des Lignages de Bruxelles, dans un manuscrit du XVIIIe siècle.
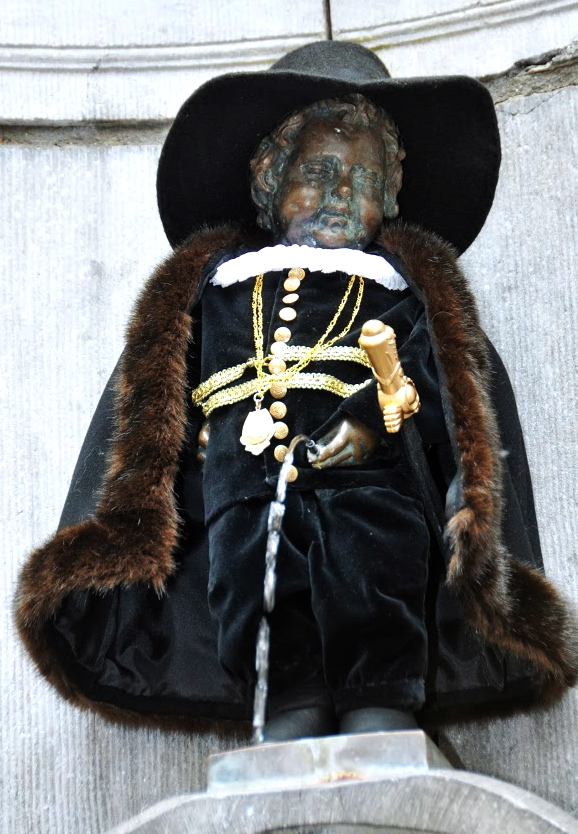
Manneken Pis[3] en costume des Lignages de Bruxelles.